# Інопланетна буря
«Інопланетна буря» (англ. Alien Tornado) — американський фантастичний фільм 2012 року.

## Сюжет
Через незвичайний торнадо зеленого кольору, який проноситься через ферму, п'ятнадцятирічний Джадд залишається без батька і без даху над головою. Але, через тридцять років такий же торнадо знову нагадує про себе, але, цього разу його сила набагато потужніше. Джадд, разом зі своєю дочкою і місцевим метеорологом Гейлом виявляють, що це не просто смерч, а прикриття для позаземного вторгнення. Зухвалі інопланетяни розгортають потужну атаку на американські міста і при цьому використовують електричний торнадо, який зносить все на своєму шляху.

## У ролях
- Стейсі Асаро — Келлі Волкер
- Маркус Лайл Браун — Кон
- Клер Конті — Деніз
- Джефф Фейгі — Джадд Вокер
- Девід Дженсен — Армстронг
- Террі Кайзер — Майк Гарді
- Віллард Е. Паг — Норм Маккей
- Калеб Туррес — Барні
- Карі Вурер — Гейл Кертіс

в титрах не вказані
- Емілі Д. Гейлі — пасажир автобусу
- Чіп Гоу — вуличний боєць
- Майк Кіммел — DJ
- Деніел Понскі — Біллі Джонс
- Глен Ворнер — вуличний боєць